# Дубова алея (пам'ятка природи)
Дубова алея — ботанічна пам'ятка природи місцевого значення, розташована в селі Максимівка Гадяцького району Полтавської області. Була створена відповідно до Постанови Полтавської облради № 329 від 22 липня 1969 року.

## Загальні відомості
Землекористувачем є Римарівська сільська рада, площа — 0,5 гектара. Перебуває в користуванні Римарівської сільської ради. Розташована на центральній вулиці села Максимівка Гадяцького району.
Пам'ятка природи створена з метою збереження групи вікових дерев дуба звичайного, висаджених в алейному стилі, у кількості 30 дерев віком понад 120 років.

## Галерея

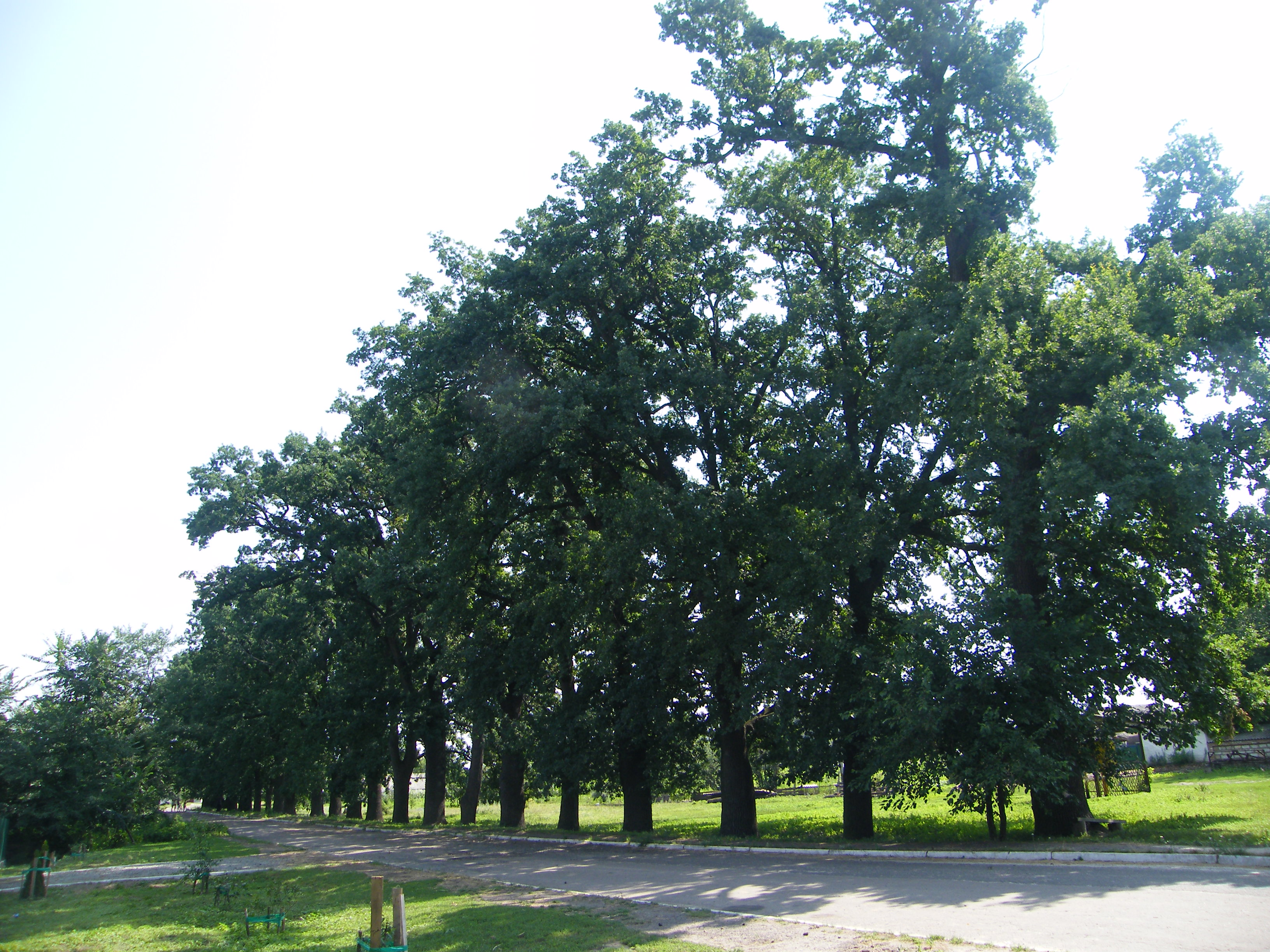
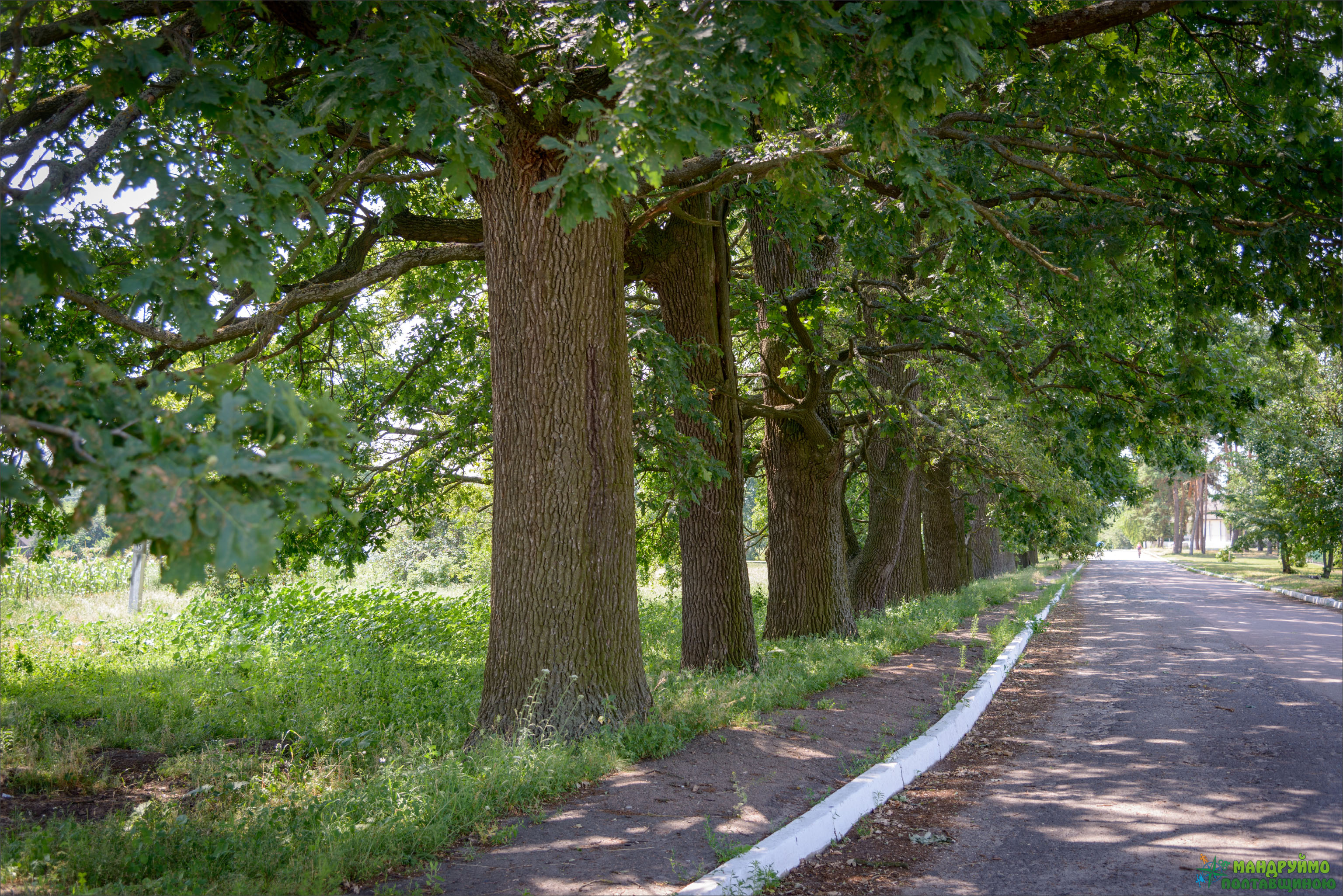
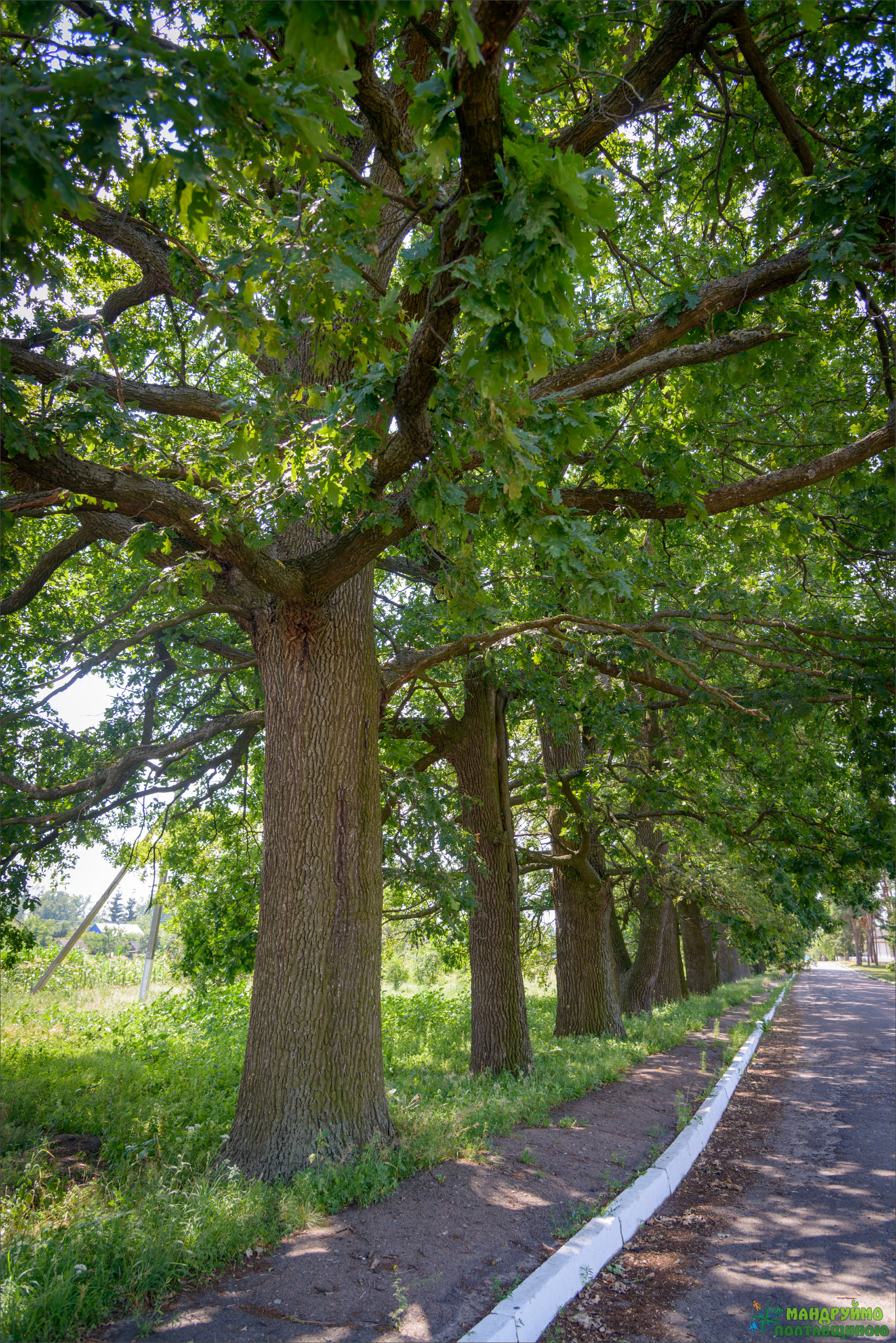
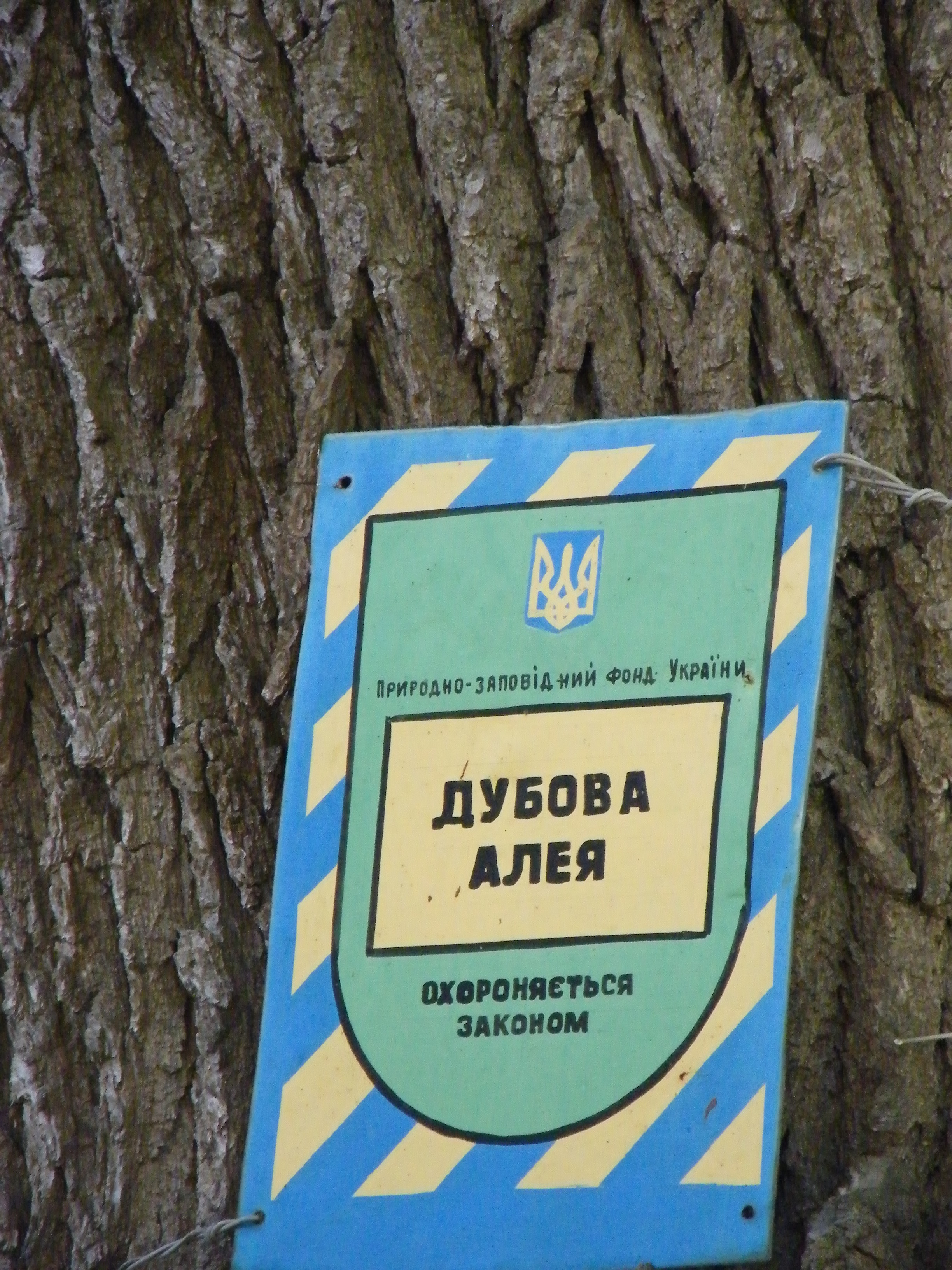